# Джиджора Дмитро Павлович
Дмитро Павлович Джиджора (28 квітня 1985, с. Заставці, Тернопільська область — 25 липня 2022, біля с. Білогірка, Херсонська область) — український військовослужбовець, солдат Збройних сил України, учасник російсько-української війни. Кавалер ордена «За мужність» III ступеня (2023, посмертно).

## Життєпис
Дмитро Джиджора народився 28 квітня 1995 року в селі Заставці, нині Монастириської громади Чортківського району Тернопільської области України.
Проживав у с. Дуба на Івано-Франківщині. На час початку повномасштабного російського вторгнення перебував у Франції, але повернувся зразу ж в Україну, пішов у центр комплектування і був направлений в зону бойових дій.
Загинув 25 липня 2022 року під час бойових дій в районі с. Білогірка на Херсонщині. Своїм тілом під час обстрілу Дмитро Джиджора прикрив побратима, який завдяки цьому залишився живим.
Похований 2 серпня 2022 року в родинному селі.

## Нагороди
- орден «За мужність» III ступеня (30 травня 2023, посмертно) — за особисту мужність, виявлену у захисті державного суверенітету та територіальної цілісності України, самовіддане виконання військового обов'язку[1].